# Framura
Framura is een gemeente in de Italiaanse provincie La Spezia (regio Ligurië) en telt 739 inwoners (31-12-2004). De oppervlakte bedraagt 18,9 km², de bevolkingsdichtheid is 41 inwoners per km².
De volgende frazioni maken deel uit van de gemeente: Anzo, Ravecca, Setta, Costa en Castagnola.

## Demografie
Framura telt ongeveer 411 huishoudens. Het aantal inwoners daalde in de periode 1991-2001 met 11,3% volgens cijfers uit de tienjaarlijkse volkstellingen van ISTAT.
| Jaar | Inwoneraantal |
| ---- | ------------- |
| 1991 | 839           |
| 2001 | 744           |

## Geografie
Framura grenst aan de volgende gemeenten: Bonassola, Carrodano, Deiva Marina en Levanto.

## Galerij

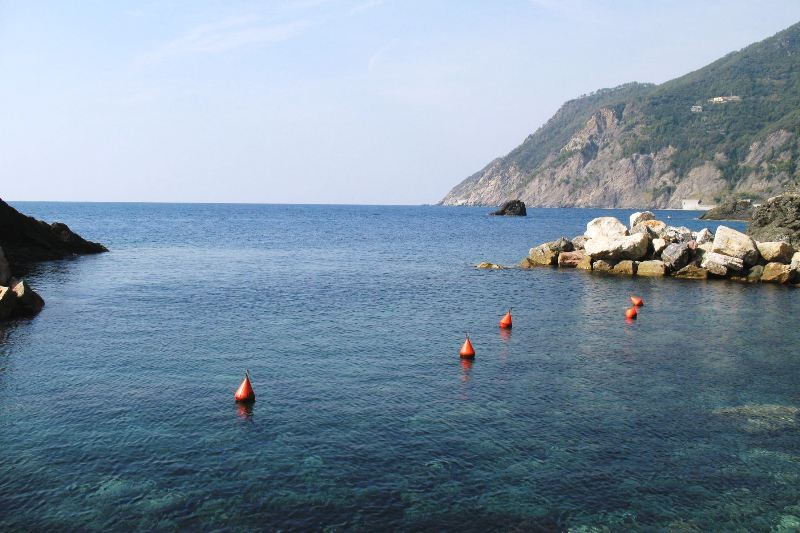
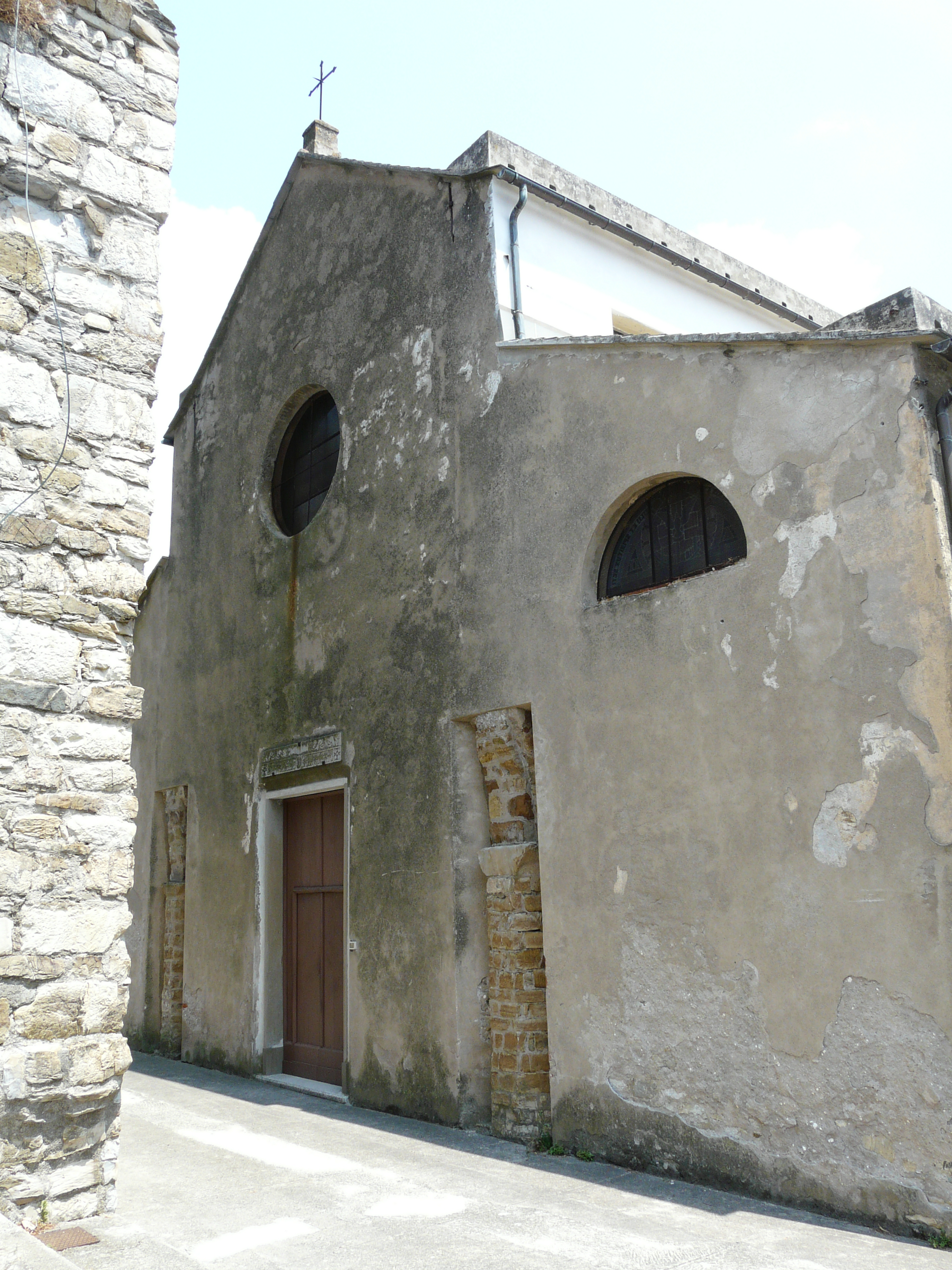
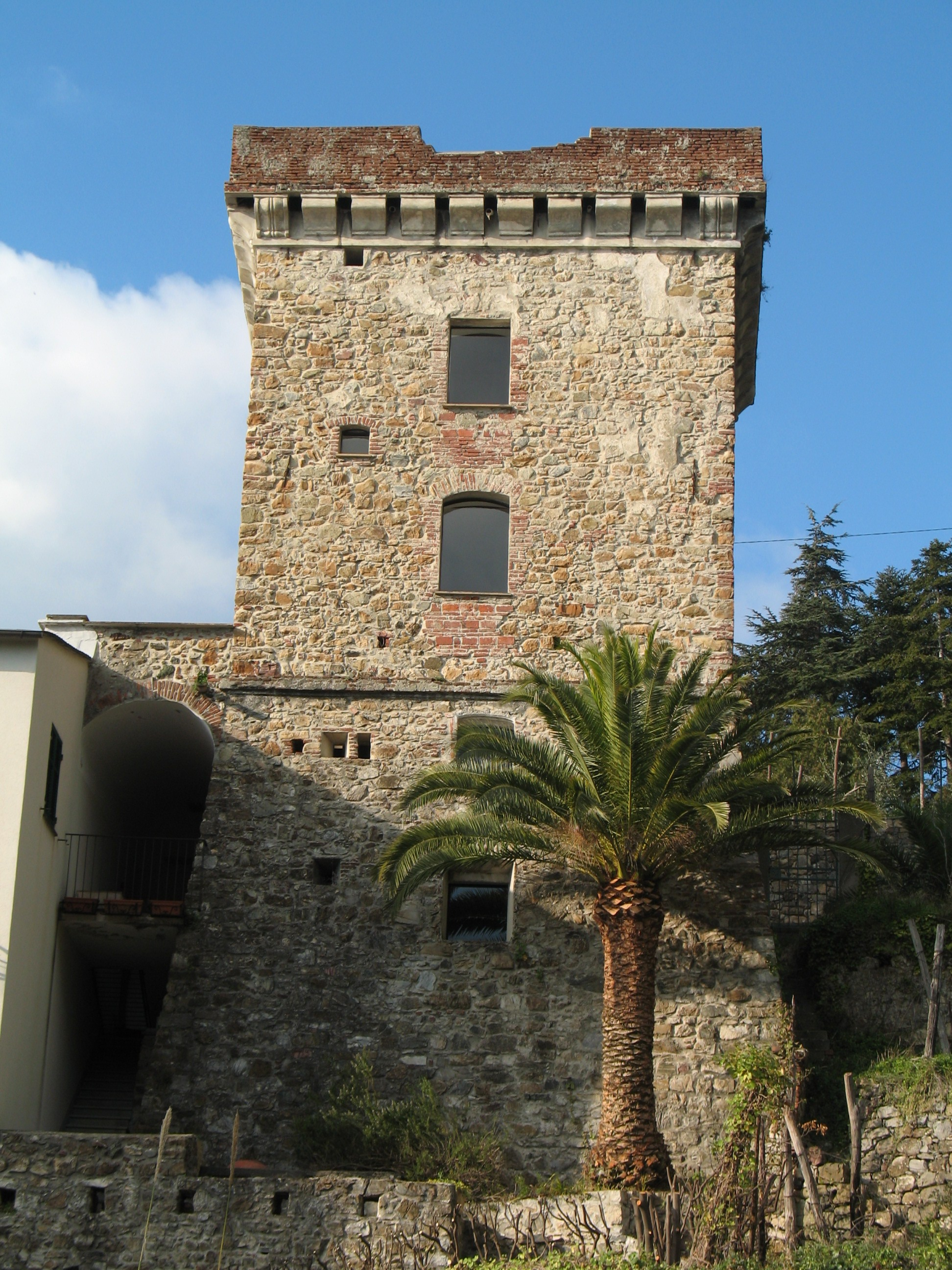
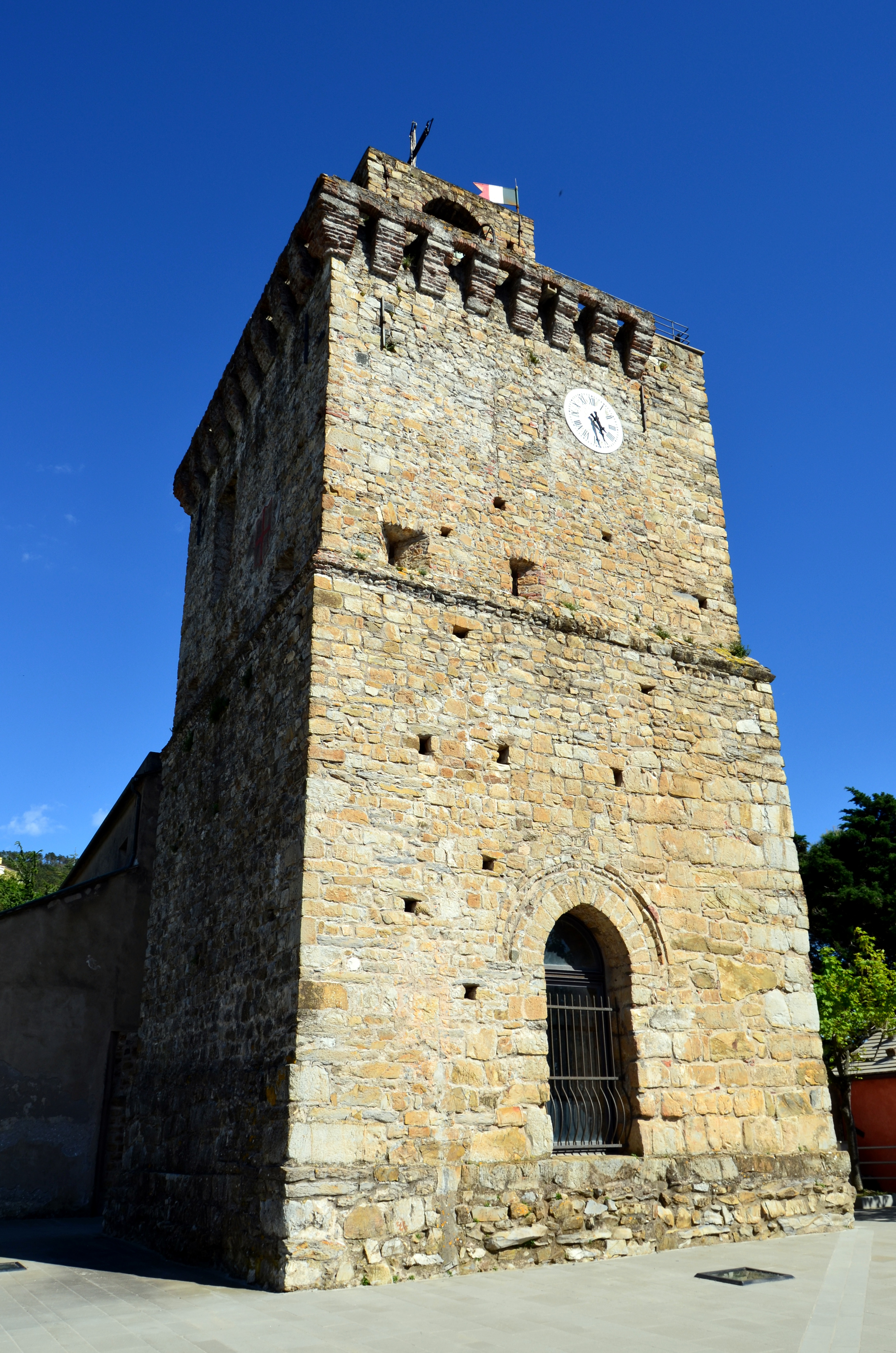

Ameglia · Arcola · Beverino · Bolano · Bonassola · Borghetto di Vara · Brugnato · Calice al Cornoviglio · Carro · Carrodano · Castelnuovo Magra · Deiva Marina · Follo · Framura · La Spezia · Lerici · Levanto · Maissana · Monterosso al Mare · Ortonovo · Pignone · Porto Venere · Riccò del Golfo di Spezia · Riomaggiore · Rocchetta di Vara · Santo Stefano di Magra · Sarzana · Sesta Godano · Varese Ligure · Vernazza · Vezzano Ligure · Zignago
1. ↑  https://demo.istat.it/?l=it.